# روبرت فين (أستاذ جامعي)
روبرت فين (بالإنجليزية: Robert Finn)‏ هو رياضياتي أمريكي، ولد في 8 أغسطس 1922 في بوفالو في الولايات المتحدة.